# Kickers 94 Markkleeberg
Kickers 94 Markkleeberg is een Duitse voetbalclub uit Markkleeberg, Saksen.

## Geschiedenis

### BSG Medizin
In de tijd voor de Tweede Wereldoorlog speelden de clubs uit Markkleeberg geen belangrijke rol. De regionale competitie van Noordwest-Saksen werd door bijna uitsluitend clubs uit Leipzig gedomineerd. Na de oorlog werden alle clubs ontbonden. In 1945 werd dan SG Markkleeberg opgericht. De club speelde in de Landesliga Sachsen totdat deze in 1952 vervangen werd door de Bezirksliga Leipzig. De club vormde zich pas in 1955 om tot een BSG, wat in deze tijd eerder uitzonderlijk was. De nieuwe naam werd BSG Medizin Markkleeberg en de club degradeerde meteen naar de Bezirksklasse.

### Van TSG Chemie tot 1.FC
In 1959 werd BSG Aktivist Markkleeberg opgericht dat in 1968 de naam wijzigde in TSG Chemie Markkleeberg. Na vele jaren Kreisliga promoveerde de club in 1971 naar de Bezirksklasse, de vierde klasse. De club speelde nu in dezelfde klasse als BSG Medizin en beide clubs speelden tot 1977 samen. Hierna scheidden de wegen van de clubs. Medizin degradeerde naar de Kreisklasse terwijl Chemie naar de Bezirkslig promoveerde. De club werd al snel een topclub en na drie tweede plaatsen werd de club kampioen in 1982 en kwalificeerde zich zo voor de DDR-Liga. De club werd een vaste waarde in de DDR-Liga en in 1986 wijzigde de naam in TSG Markkleeberg. De beste notering was een vijfde plaats in 1983/84.
Na de Duitse hereniging werden de BSG's ontbonden en op 30 juni 1990 richtten de spelers van TSG 1. FC Markkleeberg op. De club speelde in de Oberliga NOFV-Süd tot 1994 toen de club failliet ging.

### Kickers 94 Markkleeberg
Op 21 juni 1994 werd de nieuwe club Kickers 94 Markkleeberg opgericht. De club begon in de Kreisklasse en werkte zich na enkele jaren op naar de Bezirksliga Leipzig en in 2002 naar de Landesliga Sachsen. In 2012 degradeerde de club naar de Bezirksliga, maar promoveerde na het seizoen direct weer terug naar de Sachsenliga. 